# Chondroscaphe venezuelana
Chondroscaphe venezuelana là một loài thực vật có hoa trong họ Lan. Loài này được Pupulin & Dressler mô tả khoa học đầu tiên năm 2009.